# Danuše Kvasničková
PhDr. RNDr. Danuše Kvasničková, CSc. (* 1935, Mladá Boleslav, Československo) je česká ekoložka a pedagožka, vědecká odbornice v oboru ekologické výchovy dětí, mládeže a přírodovědného vzdělávání vůbec.
Jedná se o nestorku tohoto pedagogického oboru v České republice, odbornici evropského významu. Absolvovala Přírodovědeckou fakultu tehdejší Vysoké školy pedagogické v Praze (dnešní Pedagogická fakulta Univerzity Karlovy); učila chemii a biologii na střední zdravotní škole a gymnáziu. Od roku 1967 pracovala ve Výzkumném ústavu odborného školství v Praze, po roce 1968 odešla do Výzkumného ústavu pedagogického a v roce 1982 do Ústavu aplikované ekologie a ekotechniky Vysoké školy zemědělské v Kostelci nad Černými lesy. V roce 1992 přijala místo zástupkyně vedoucího odboru ekologie na ministerstvu zemědělství.
Kromě své praktické pedagogické a vědecké činnosti se jedná o bývalou ředitelku Prvního pražského ekogymnázia, kde působila do roku 1998. Nadto je předsedkyní Klubu ekologické výchovy, jenž v roce 1995 založila. Jedná se o společenskou organizaci sdružující jak školy všech typů věnující se ekologické výchově, tak i jednotlivé pedagogické a ekologické pracovníky.
Již v roce 1968 založila přírodovědeckou soutěž mládeže Natura semper viva, je autorkou nebo spoluautorkou celé řady odborných učebnic pro základní i střední školy, odborných metodik i vysokoškolských skript. Známé jsou například učebnice Základy ekologie pro základní a střední školy či řada učebnic Ekologický přírodopis. Autorsky spolupracovala i na televizním pořadu Ekologie všemi pády.
V roce 1996 obdržela za svoji dlouholetou činnost v tomto oboru mezinárodní ocenění UNEP Global 500 a Cenu ministra životního prostředí.